# Município de Paxton (condado de Ross, Ohio)
O município de Paxton (em inglês: Paxton Township) é um município localizado no condado de Ross no estado estadounidense de Ohio. No ano de 2010 tinha uma população de 2.116 habitantes e uma densidade populacional de 25,69 pessoas por km².

## Geografia
O município de Paxton encontra-se localizado nas coordenadas 39° 12′ 45″ N, 83° 15′ 31″ O. Segundo a Departamento do Censo dos Estados Unidos, o município tem uma superfície total de 82.37 km², da qual 82,25 km² correspondem a terra firme e (0,14 %) 0,12 km² é água.

## Demografia
Segundo o censo de 2010, tinha 2.116 habitantes residindo no município de Paxton. A densidade populacional era de 25,69 hab./km². Dos 2.116 habitantes, o município de Paxton estava composto pelo 94,71 % brancos, o 2,22 % eram afroamericanos, o 0,24 % eram amerindios, o 0,09 % eram asiáticos, o 0,14 % eram de outras raças e o 2,6 % eram de uma mistura de raças. Do total da população o 0,76 % eram hispanos ou latinos de qualquer raça.